# Atlantis: El imperio perdido
Atlantis: El imperio perdido (título original en inglés: Atlantis: The Lost Empire) es una película animada estadounidense de 2001, perteneciente a los géneros de ciencia ficción fantástica, acción y aventura y creada por Walt Disney Animation Studios. Fue la primera película de ciencia ficción dentro del canon de Walt Disney Animation y la número 41 en total. Escrita por Tab Murphy, dirigida por Gary Trousdale y Kirk Wise, y producida por Don Hahn, el largometraje contó con las voces de Michael J. Fox, Cree Summer, James Garner, Leonard Nimoy, Don Novello, Phil Morris, Claudia Christian, Jacqueline Obradors, Jim Varney, Florence Stanley, John Mahoney, David Ogden Stiers y Corey Burton. Ambientada en 1914, cuenta la historia de un joven que obtiene un libro sagrado con el que guía a un grupo de mercenarios a la ciudad perdida de Atlántida.
El proceso de creación del largometraje comenzó una vez terminada la producción de El jorobado de Notre Dame (1996). En vez de hacer otro musical, el equipo de producción decidió que sería una película de acción y aventura, inspirada en las obras de Julio Verne. Atlantis adoptó el estilo visual distintivo del creador de historietas Mike Mignola. Cuando se estrenó, en este largometraje se había usado más imágenes generadas por computadora (CGI) que en ninguna otra producción de Disney; aún es uno de los pocos filmado en formato anamórfico. El lingüista Marc Okrand creó un idioma propio para Atlantis, mientras que James Newton Howard se encargó de la banda sonora. Se estrenó en una época en la que el público estaba interesándose más por las CGI que por la animación dibujada a mano.
Atlantis: El imperio perdido se estrenó en El Capitán Theatre, en Hollywood (California), el 3 de junio de 2001 y se lanzó mundialmente el 15 del mismo mes. Tuvo un rendimiento moderado en la taquilla: presupuestada entre 90 y 120 millones de dólares estadounidenses, recaudó 186 millones en todo el mundo, y de esa suma, 84 millones se obtuvieron en Norteamérica. Debido a su recaudación mediocre, Disney decidió cancelar silenciosamente una serie de televisión a modo de secuela y una atracción acuática en el parque temático Disneyland. En cuanto a la crítica, algunos elogiaron su desvío único de las típicas películas animadas de Disney, mientras que otros se disgustaron con su poco clara elección de público y la ausencia de canciones. Atlantis estuvo nominada a una serie de premios, entre los que se cuentan seis premios Annie, y ganó en mejor edición de sonido en los Golden Reel Awards de 2002. La película se lanzó en VHS y DVD el 29 de enero de 2002, y en blu-ray, el 11 de junio del año siguiente. Atlantis está considerada una película de culto, debido en parte a la influencia artística única de Mignola. En 2003 se lanzó directamente en video su secuela, Atlantis: El regreso de Milo.
El lanzamiento japonés tiene "Crystal Vine", escrito por Dreams Come True reproducido durante los créditos finales.

## Argumento
En 6,800 AC, tras provocar una explosión gigante, un megatsunami amenazaba con destruir la Atlántida. Durante la evacuación de la ciudad, la reina es envuelta por una extraña luz azul que la abduce al "Corazón de Atlantis", un poderoso cristal que protege la ciudad. La reina es consumida por el cristal, dejando atrás a su hija, la entonces joven Princesa Kidágakash (Kida), y a su esposo, el Rey Kashekim. El cristal crea una barrera tipo cúpula que protege la porción central de la ciudad. El desastre destruye la parte desprotegida de Atlantis, mientras que el centro de la misma se hunde en las profundidades del océano.
En 1914, Milo Thatch, un cartógrafo y lingüista del Instituto Smithsonian de Washington D. C., es marginado por su investigación sobre Atlantis. El Consejo del Museo rechaza financiar su propuesta de expedición para buscar el Diario del Pastor, un manuscrito antiguo que contiene las direcciones hacia el imperio perdido. A pesar de que el Consejo del Museo rechaza su propuesta, una misteriosa mujer llamada Helga Sinclair le presenta con Preston B. Whitmore, un millonario excéntrico. Whitmore revela que financió una expedición en la cual se recuperó el Diario del Pastor, cumpliendo así una promesa con el abuelo de Milo, Thaddeus Thatch, quien en vida fue gran amigo de éste. Whitmore reconoce la capacidad de Milo como lingüista y cartógrafo, por lo que le hace la propuesta de formar parte de una expedición financiada por él, embarcada a encontrar Atlantis; Milo acepta dicha propuesta sin pensarlo dos veces.
La expedición de Atlantis es conformada por un equipo de especialistas dirigido por el comandante Lyle Tiberius Rourke, quien también dirigió la expedición que recuperó el Diario del Pastor. La expedición parte en el Ulysses, un enorme submarino. Durante el viaje, son atacados por el Leviatán, una monstruosa criatura mecánica parecida a una langosta que protege la entrada de Atlantis. A consecuencia del ataque, el Ulysses es destruido y gran parte de la tripulación perece en el siniestro. Milo, Helga, Rourke, los especialistas y parte de la tripulación logran escapar mediante mini-submarinos y entran hacia una caverna subterránea, la cual es descrita en el diario como la entrada a Atlantis.
Después de recuperarse, viajar por una red de cuevas y un volcán inactivo, la menguada expedición llega a Atlantis, donde son recibidos por Kida. El padre de Kida, el Rey Kashekim, no está feliz con la visita del equipo, sin embargo Rourke logra persuadirlo y acuerdan una estadía de una noche. Kida pide la ayuda de Milo para descifrar el lenguaje escrito atlante, el cual quedó en el olvido. Al sumergirse en lo profundo de las ruinas subacuáticas de la ciudad y traducir murales submarinos, Milo y Kida descubren la naturaleza del Corazón de la Atlantis: les proporciona a los atlantes poder y longevidad a través de los cristales que llevan colgados en el cuello. Milo se sorprende que el Diario del Pastor no mencione lo anterior, recordando que al mismo le falta una página.
Al regresar a la superficie con Kida, Milo se topa con Rourke y descubre que él tiene la página faltante en su poder. Rourke y la tripulación traicionan a Milo, con la intención de robar el cristal y venderlo a un precio astronómico. La tripulación entra al palacio por la fuerza y con Kida (atada de manos por Helga) como rehén, trata de obtener información sobre la ubicación del cristal. Rourke golpea al rey en el abdomen mientras lo interrogaba sobre la ubicación del cristal, causándole una grave hemorragia interna. Después de pensar, Rourke descifra el acertijo de la página del Diario y descubre el cristal en una cueva secreta debajo de la sala del trono. El cristal detecta una amenaza y se fusiona con Kida; Rourke y sus mercenarios la encierran en un contenedor metálico, y luego se preparan para salir de la ciudad.
A sabiendas que sin el cristal los atlantes morirán, Milo reprende a los miembros de la expedición por traicionar a sus conciencias, lo que hizo que Rourke se burlara de él antes de propinarle un golpe en la cara. Las palabras de Milo y la crueldad de Rourke causaron que el equipo de especialistas desertara y se pasara al bando de Milo. Indiferente al abandono de los especialistas, Rourke junto a sus mercenarios proceden a abandonar Atlantis y destruyen el puente que conecta con el volcán mientras se marchan con el botín.
De vuelta en el palacio, el agonizante rey le explica a Milo que el cristal desarrolló una conciencia; se nutre de las emociones colectivas de la gente y encontrará a un huésped de sangre real cuando Atlantis se encuentre en inminente peligro. Luego revela que la destrucción de Atlantis fue causada cuando en su arrogancia intentó utilizar el cristal como arma de guerra. Antes de morir por la hemorragia, el rey le da su cristal a Milo, encomendándole la misión de salvar a Atlantis y a Kida. Milo se arma de valor y logra reactivar vehículos voladores antiguos haciendo uso del cristal, acto seguido, Milo reúne a los especialistas y a soldados atlantes para ir al volcán a enfrentar a Rourke.
Cuando Milo y compañía llegan a la recámara del volcán, se desencadena una gran batalla en la que mueren Helga, Rourke y todos sus mercenarios. La agitación causada por las explosiones, descargas de fusiles y ametralladoras reactivan al volcán y este entra en erupción. Milo y los otros logran recuperar a Kida antes de ser sepultados por el magma y lo llevan de regreso a la ciudad con éxito. Con una colosal avalancha de lava en camino, Kida (en su forma de cristal) se eleva en el aire y crea una barrera que protege a Atlantis de su inminente destrucción. El poder del cristal solidifica la lava y esta se desprende a la vez que la barrera desaparece, haciendo que el cristal devuelva a Kida a los brazos de Milo, ya que cumplió su misión de proteger la ciudad.
Después de despedirse de Milo, el equipo de especialistas regresa a la superficie con una generosa cantidad de oro, entregada por los atlantes en señal de gratitud. En la superficie los especialistas (ahora ricos) se reúnen con Whitmore y entre todos prometen mantener el descubrimiento de Atlantis en secreto. Enamorado, Milo se queda con Kida, quienes ahora convertidos en los monarcas de Atlantis, asumen la tarea de reconstruir el imperio perdido.

## Reparto
- Michael J. Fox como Milo James Thatch
- James Garner como Comandante Lyle Tiberius Rourke
- Cree Summer como Princesa Kidagakash 'Kida'
- Don Novello como Vincenzo 'Vinny' Santorini
- Claudia Christian como Helga Katrina Sinclair
- Phil Morris como Dr. Joshua Strongbear Sweet
- Jacqueline Obradors como Audrey Rocio Ramírez
- Florence Stanley como Wilhelmina Bertha Packard
- John Mahoney como Preston B. Whitmore
- Jim Varney como 'Cookie' Farnsworth
- Leonard Nimoy como Rey Kashekim Nedakh
- Corey Burton como Gaetan Moliere

## Doblaje
México
La versión para Hispanoamérica contó con las voces del cantante puertorriqueño Chayanne, Dónde va tu sueño:
- José Antonio Macías - Milo James Thatch
- Pedro Armendáriz Jr. - Comandante Lyle Tiberius Rourke
- Nailea Norvind - Princesa Kidagakash (Kida)
- Fernanda Robles - Princesa Kidagakash (Kida) (niña)
- Martin Hernández - Dr. Joshua Strongbear Sweet
- Cecilia Toussaint - Helga Katrina Sinclair
- María Santander - Wilhelmina Bertha Packard
- Jesse Conde - Preston B. Whitmore
- Esteban Siller Garza - Jebidiah Farnsworth (Cookie)
- Arturo Mercado  - Gaetan Molière (Mole)(Topo)
- Jorge Lapuente - Rey Kashekim Nedakh
- Pasquale Anselmo - Vincenzo Santorini (Vinny)
- Vanessa Garcel - Audrey Rocío Ramírez
- Arturo Casanova - Fenton Q. Harcourt

España
La versión para España contó con las voces de:
- Jordi Pons - Milo James Thatch
- Juan Antonio Gálvez - Comandante Lyle Tiberius Rourke
- Eva Díez - Princesa Kidagakash (Kida)
- Luis Bajo - Dr. Joshua Strongbear Sweet
- María Antonia Rodríguez - Helga Katrina Sinclair
- Gloria Roig - Wilhelmina Bertha Packard
- Rafael de Penagos - Preston B. Whitmore
- Eduardo Moreno - Jebidiah Farnsworth (Cookie)
- Juan Perucho - Gaetan Molière (Mole)
- Joaquín Díaz - Rey Kashekim Nedakh
- Pasquale Anselmo - Vincenzo Santorini (Vinny)
- Vanessa Garcel - Audrey Rocío Ramírez
- Julio Núñez - Fenton Q. Harcourt

## Premios
- 2003: Golden Reel - Best Sound Editing - Animated Feature Film, Domestic and Foreign
- Además fue nominada a otros premios entre los que destacan 6 nominaciones a los Annie.